# گرگوری اولسن
گرگوری اولسن (به انگلیسی: Gregory Olsen) فضانورد اهل کشور ایالات متحده آمریکا است که در ۲۰ آوریل ۱۹۴۵ میلادی در بروکلین، نیویورک زاده شد. وی در مأموریت سایوز تی‌ام‌ای-۷ ، سایوز تی‌ام‌ای-۶ حضور داشته است.